# Hessen Cassel (1731)
Hessen-Cassel var ett svenskt örlogs- och linjeskepp som byggdes 1731 av C. Falk i Stockholm. Skeppet blev förbyggt 1779 och omdöptes då till Prins Ferdinand. Det var bestyckad med 62 kanoner och deltog i sjötågen 1741–42, 1757, 1759, 1762, samt 1790. Skeppet utrangerades 1807.